# 石井美树
石井美树（日语：／ Ishii Miki，1989年11月7日—），横浜市出身，日本女子沙滩排球运动员，2018年亚洲运动会女子沙滩排球银牌得主、2022年亚洲运动会女子沙滩排球银牌得主。